# Schlacht von Cymerau
Die Schlacht von Cymerau, auch Schlacht von Cadfan genannt, war eine Schlacht während des Englisch-Walisischen Kriegs von 1256 bis 1258. Der Versuch der Engländer, die Herrschaft des englischen Königs in Südwales wiederherzustellen, endete im Juni 1257 mit der vernichtendsten Niederlage einer englischen Armee gegen die Waliser im 13. Jahrhundert.

## Vorgeschichte
Im Juni 1255 hatte Llywelyn ap Gruffydd seine Brüder Owain Goch und Dafydd in der Schlacht von Bryn Derwin besiegt und wurde so zum alleinigen Herrscher von Gwynedd. Im folgenden Jahr brach im südwalisischen Fürstentum Deheubarth ein offener Krieg zwischen Maredudd ap Rhys, dem Lord von Dryslwyn Castle und seinem Neffen Rhys Fychan, dem Lord von Dinefwr Castle aus. Rhys Fychan wurde dabei von englischen Truppen unterstützt, die Maredudd aus seinen Ländereien vertrieben. Maredudd flüchtete zu Llywelyn nach Gwynedd. Llywelyn verdrängte zunächst die Engländer aus Perfeddwlad östlich des Conwy in Nordostwales, nur die königlichen Burgen von Dyserth und Deganwy Castle leisteten dort weiter Widerstand. Anschließend besetzte Llywelyn Ystrad Tywi, wo Maredudd seine Gebiete zurück und zusätzlich die Gebiete Rhys Fychans erhielt. Rhys Fychan flüchtete zu seinen englischen Verbündeten und verlangte von ihnen, ihn bei der Rückeroberung seiner Herrschaft zu unterstützen.

## Zug des englischen Heeres nach Dinefwr und Verlauf der Schlacht
Eine englische Armee unter Stephen Bauzan, dem königlichen Constable von Carmarthen und Cardigan Castle und Nicholas FitzMartin, dem Lord von Cemais in Ceredigion landete am 29. Mai 1257 bei Caerfyrddin. Ein großer Teil der etwa 5000 Mann starken Armee bestand aus gascognischen Söldnern, verstärkt wurde sie durch die Besatzungen der englischen Burgen in Südwales. Am 31. Mai verließ die Armee Carmarthen und zog unter Führung von Rhys Fychan plündernd durch das Tal des Tywi Richtung Dinefwr Castle. Als sie am folgenden Tag die Burg erreichten, waren die umliegenden Hügel von einer überlegenen walisischen Armee unter Führung von Maredudd ap Rhys und dem Lord von Ceredigion, Maredudd ap Owain, einem Sohn von Owain ap Gruffydd besetzt, während Fürst Llywelyn ap Gruffydd nur als Beobachter anwesend war. Die Waliser attackierten die englische Armee mit plötzlichen Angriffen aus dem Hinterhalt. Rhys Fychan setzte sich vom englischen Heer ab und erschien vor dem Tor von Dinefwr Castle, dessen Besatzung ihn aufnahm. Nach diesem Verrat blieb den Engländern, die in den dichten Wäldern von Ystrad Tywi orientierungslos waren, nichts als der Rückzug nach Carmarthen. Die Waliser wichen zunächst weiter einer offenen Schlacht aus und überfielen die Engländer weiter aus dem Hinterhalt. Bei einem Coed Llathen genannten Ort überwältigten sie am 2. Juni zunächst die englische Nachhut und eroberten den Tross des englischen Heeres. Der Rückzug der Engländer geriet nun zu einer wilden Flucht. Bei Cymerau, vermutlich am Zusammenfluss des Tywi und des Cothi kam es noch am gleichen Tag zur Schlacht zwischen den Walisern und der englischen Hauptarmee. Die englischen Ritter konnten in dem dicht bewaldeten Gebiet und auf dem feuchten Untergrund ihre Pferde nicht einsetzen. Stephen Bauzan und über 2000 seiner Männer fielen, der Rest konnte nach Carmarthen flüchten.

## Folgen der Schlacht
In Folge der katastrophalen Niederlage konnten die Waliser einige englische Burgen wie Llansteffan, Laugharne und Narberth Castle erobern, deren Besatzungen in der Schlacht gefallen waren, während Kidwelly Castle der Belagerung widerstand. Weitere Raubzüge unternahm Rhys Fychan bis nach Gower, wo er die Herrschaft von William de Braose, 1. Baron Braose bedrohte. Der englische König Heinrich III. führte in Folge der Schlacht selbst im August eine englische Armee nach Nordwales, doch außer den Entsatz von Dyserth und Deganwy Castle erreichte er wenig und musste sich nach vier Wochen wieder nach Chester zurückziehen. Llywelyn ap Gruffydd dagegen konnte den mit den Engländern verbündeten Fürsten Gruffydd ap Gwenwynwyn vollständig aus Powys Wenwynwyn vertreiben und sein Reich erobern. Auch der Fürst von Powys Fadog, Gruffydd Maelor ap Madog unterwarf sich Gruffydd. Aufgrund interner Streitereien konnten die Waliser ihre Eroberungen jedoch nicht alle halten. Llywelyn nahm Rhys Fychan nach der Schlacht wieder als seinen Verbündeten auf, worauf Rhys ap Maredudd und Maredudd ap Owain ihm die von ihnen besetzten Ländereien zurückgeben mussten. Darüber enttäuscht, wechselten sie nun die Seiten und unterstützten fortan die Engländer. Die in Südwales eroberten Burgen gingen wieder an die Engländer verloren. Trotz dieser Rückschläge konnte Llywelyn seine Macht festigen und führte ab 1258 den Titel Fürst von Wales. Der englische König wurde in den Folgejahren durch den Krieg der Barone unter Simon de Montfort weiter geschwächt, so dass Llywelyn 1267 im Vertrag von Montgomery seine Anerkennung als Fürst von Wales erreichte.